# Juana Ida Stocker
Juana Ida Stocker, también conocida como Ida Stocker, fue una tenista argentina que estuvo entre las mejores diez de su país entre 1936 y 1939 inclusive.Su mejor posición fue cuarta en 1938 y 1939.
Fue finalista en dos oportunidades en dobles femenino del Campeonato del Río de la Plata y ganó una de ellas:
- En 1938, junto a Felisa Piédrola perdieron la final contra la dupla conformada por María Elena Bushell y Denise Rutherford de Zappa por 0-6, 8-6 y 6-1.[2]
- En 1939, junto a Felisa Piédrola derrotaron en la final a Marga Trede de Fitting y Denise Rutherford de Zappa por 6-3 y 6-3.[2]